# The Years of Decay
The Years of Decay četvrti je studijski album američkog thrash metal sastava Overkill. Album su 13. listopada 1989. godine objavile diskografske kuće Megaforce Records i Atlantic Records.

## O albumu
Producent albuma bio je Terry Date, poznat po radu sa sastavima Pantera, White Zombie i Soundgarden. Ovo je posljednji album skupine snimljen s gitaristom Bobbyjem Gustafsonom. Kao singl je objavljena pjesma "Elimination", čiji se spot često prikazivao na MTV-u. U sklopu promocije albuma krenuli su na turneju nazvanu "Dawn of the Decade", zajedno sa sastavom Testament.

## Popis pjesama
| 1.    | »Time to Kill«                      | 6:16  |
| 2.    | »Elimination«                       | 4:34  |
| 3.    | »I Hate«                            | 3:48  |
| 4.    | »Nothing to Die For«                | 4:22  |
| 5.    | »Playing With Spiders/Skullkrusher« | 10:09 |
| 6.    | »Birth of Tension«                  | 5:02  |
| 7.    | »Who Tends the Fire«                | 8:09  |
| 8.    | »The Years of Decay«                | 8:01  |
| 9.    | »E.vil N.ever D.ies«                | 5:49  |
| 56:10 |                                     |       |

## Zasluge
| Overkill - Bobby 'Blitz' Ellsworth — vokali - D.D. Verni — bas-gitara - Bobby Gustafson — gitara - 'Sid' Falck — bubnjevi | Ostalo osoblje - Rat Skates — logotip - Michael Paras — fotografija - Jon Zazula — izvršna produkcija - Marsha Zazula — izvršna produkcija - Matt Lane — inženjer zvuka - Howie Weinberg — mastering - Terry Date — produkcija, miksanje, inženjer zvuka - Larson — naslovnica - Fasner — naslovnica |

## Vanjske poveznice
- Službena stranica